# Trampoline aux Jeux olympiques d'été de 2016
Pour des articles plus généraux, voir Trampoline aux Jeux olympiques et Gymnastique aux Jeux olympiques d'été de 2016.
Navigation
Londres 2012 Tokyo 2020
Les compétitions de Trampoline aux Jeux olympiques d'été de 2016 de Rio de Janeiro (Brésil) sont organisées à la HSBC Arena du 12 août au 13 août 2016.

## Qualifications
Les qualifications aux épreuves de trampoline sont basées sur les résultats des athlètes lors de deux compétitions :
- Les championnats du monde de trampoline 2015, à Odense (Danemark) du 25 au 28 novembre 2015.
- Les épreuves pré-olympiques qui se dérouleront à la HSBC Arena de Rio de Janeiro[1].

## Programme
| Q | Qualifications | F | Finales |

| Épreuve         | Ven 12 août | Ven 12 août | Sam 13 août | Sam 13 août |
| --------------- | ----------- | ----------- | ----------- | ----------- |
| Concours hommes | Q           | F           |             |             |
| Concours femmes |             |             | Q           | F           |

## Podiums
| Épreuves                                | Or                               | Argent                      | Bronze        |
| --------------------------------------- | -------------------------------- | --------------------------- | ------------- |
| Hommes                                  |                                  |                             |               |
| Concours individuel résultats détaillés | Uladzislau Hancharou Biélorussie | Dong Dong Chine             | Gao Lei Chine |
| Femmes                                  |                                  |                             |               |
| Concours individuel résultats détaillés | Rosie MacLennan Canada           | Bryony Page Grande-Bretagne | Li Dan Chine  |

## Tableau des médaillés
| Rang  | Nation          | Or | Argent | Bronze | Total |
| ----- | --------------- | -- | ------ | ------ | ----- |
| 1     | Biélorussie     | 1  | 0      | 0      | 1     |
| 1     | Canada          | 1  | 0      | 0      | 1     |
| 3     | Chine           | 0  | 1      | 2      | 3     |
| 4     | Grande-Bretagne | 0  | 1      | 0      | 1     |
| Total | Total           | 2  | 2      | 2      | 6     |